# Foton View
Foton View (福田风景) — малотоннажный автомобиль, выпускаемый компанией Foton с 2000 года.

## Foton View/Foton View Alpha
При разработке автомобиля Foton View компания ориентировалась на японскую модель Toyota Hiace H100. В октябре 2003 года название было изменено на Foton View Alpha/Irland Act.

## Foton View Kuaiyun/Foton View Kuaijie/Foton View Kuaike
Автомобили Foton View Kuaiyun (快运), Foton View Kuaijie (快捷) и Foton View Kuaike (快客) производятся с 2010 года. Грузовая модификация — Foton View Kuaiyun, тогда как пассажирская модификация — Foton View Kuaike. Она была снята с производства в связи с низким спросом.

## Foton View G7/Foton View G9
Foton MP-X S (蒙派克S) производится с 2013 года. В 2016 году его название сменилось на Foton View G9.
В 2014 году производился вариант Foton View G7. При разработке модели компания ориентировалась на модель Toyota Hiace H200.

## Галерея

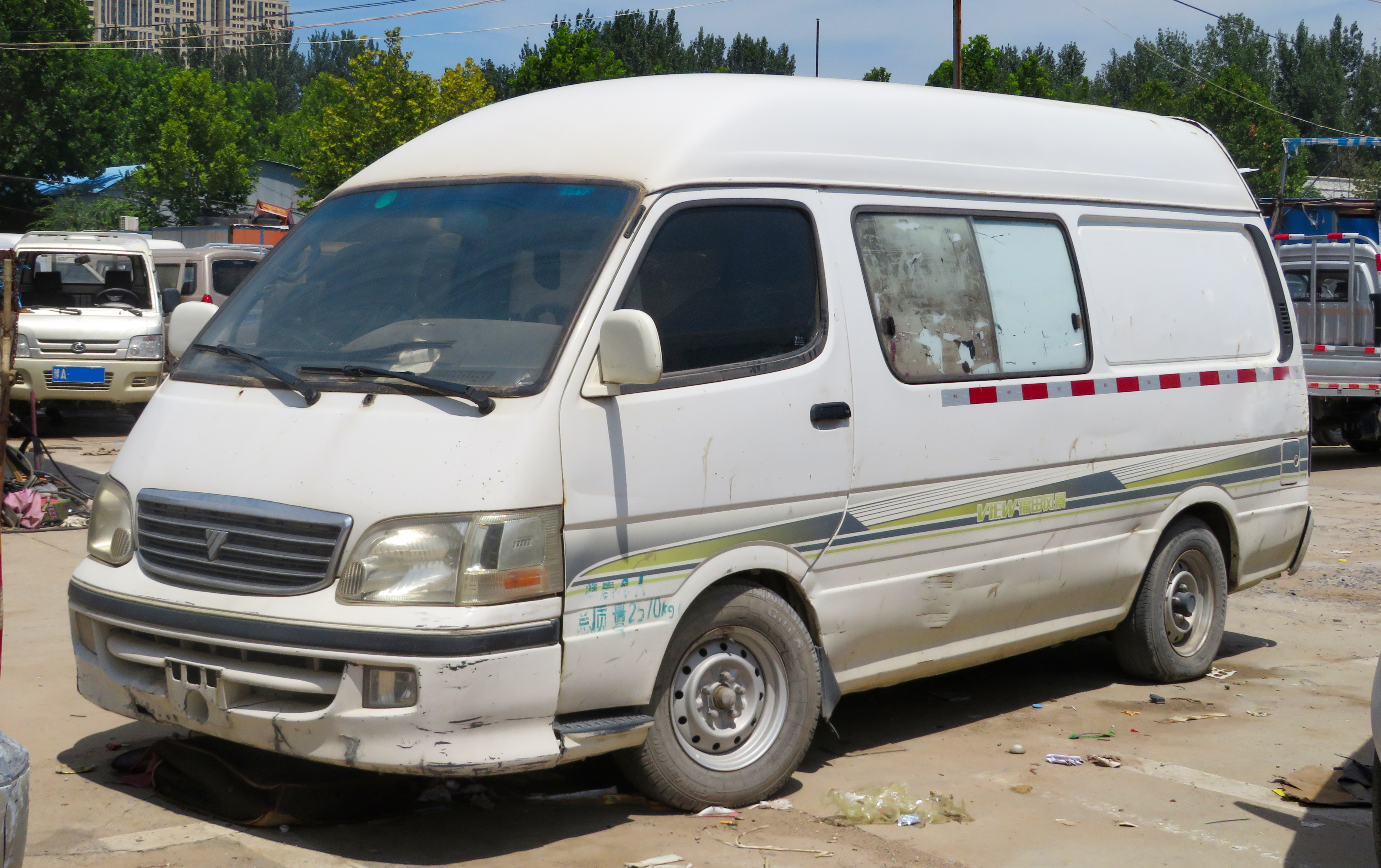
Ранний Foton View
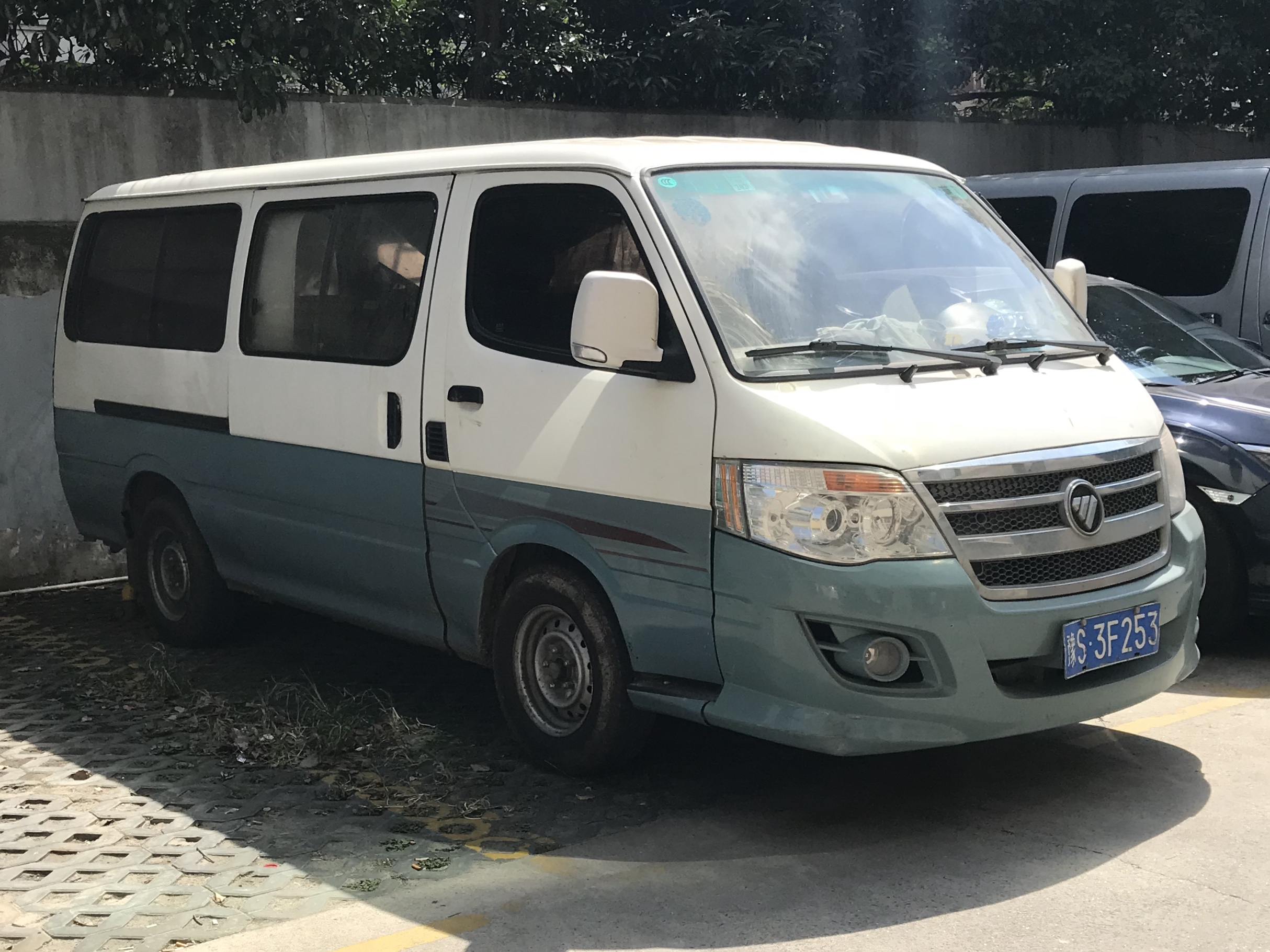
Вид спереди
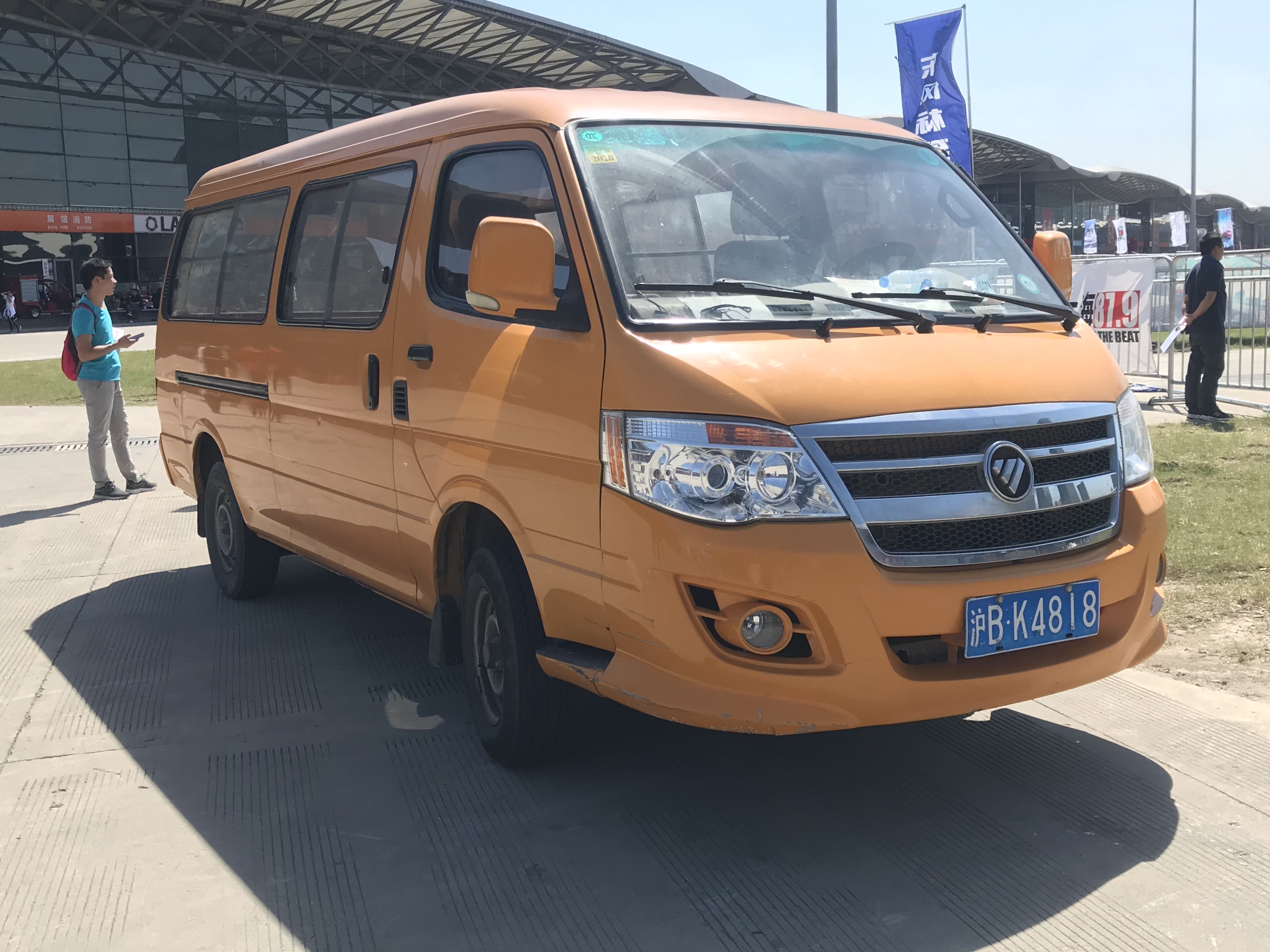
Foton View Kuaiyun
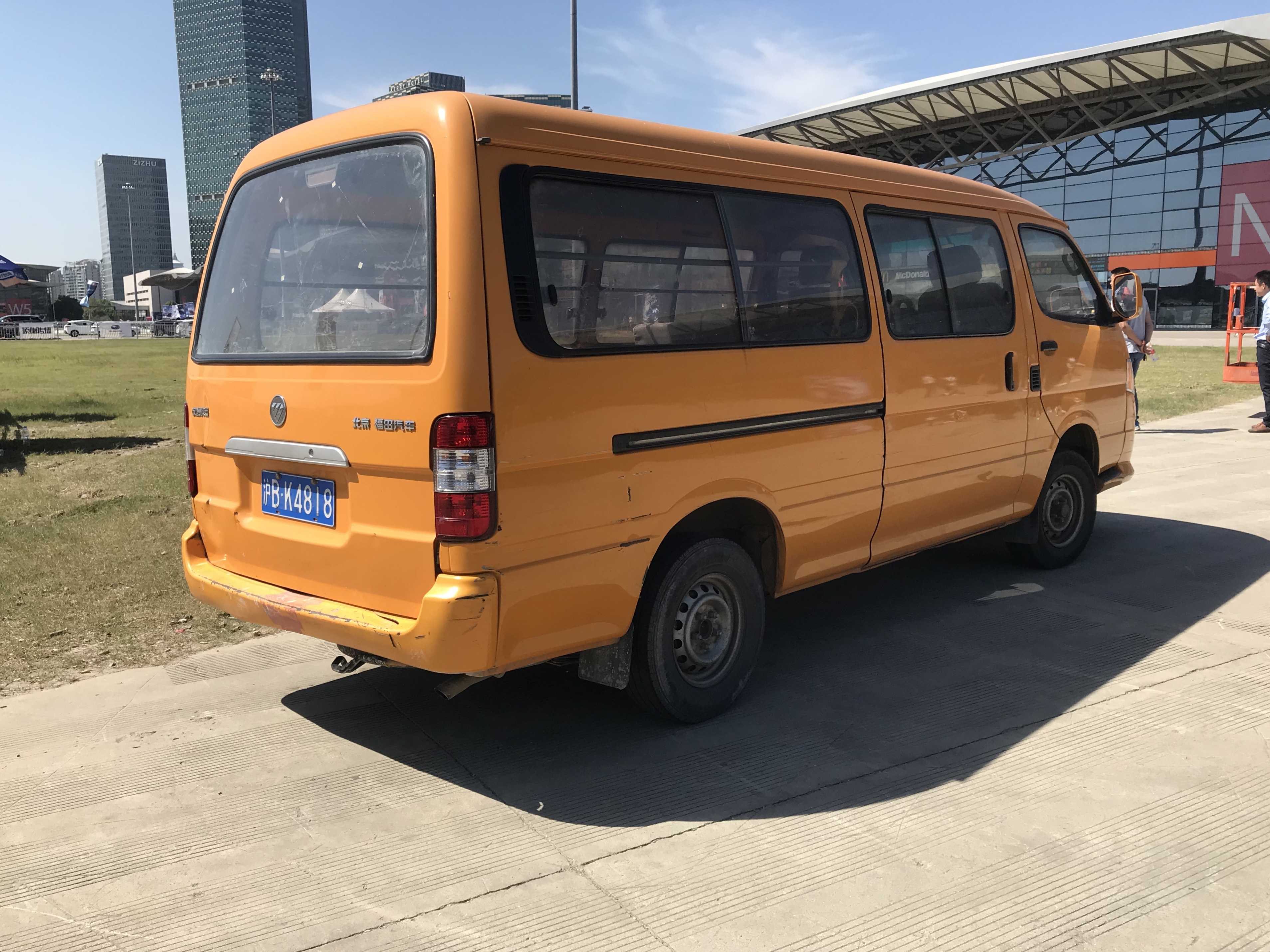
Foton View Kuaiyun
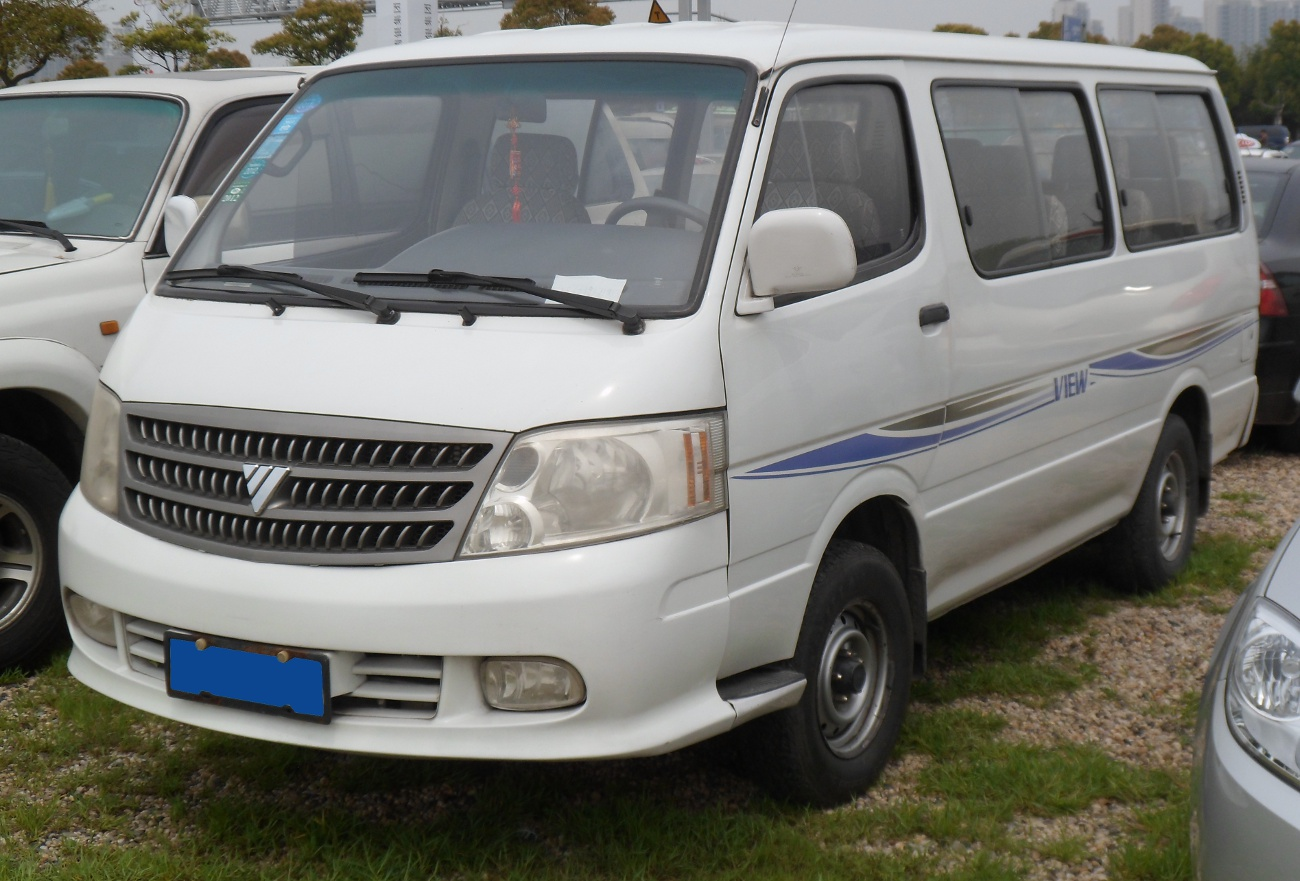
Foton View Kuaijie
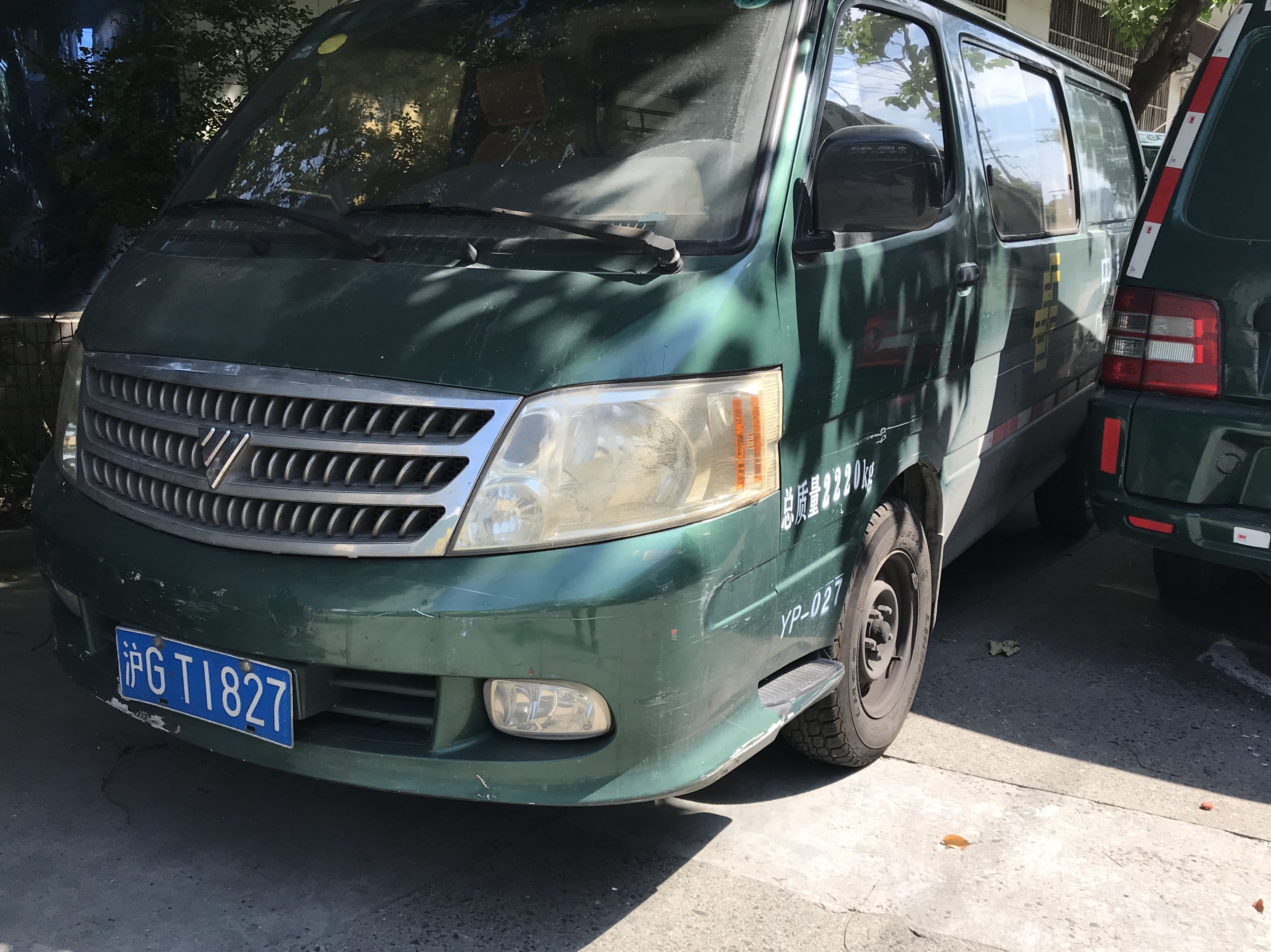
Foton View Kuaike
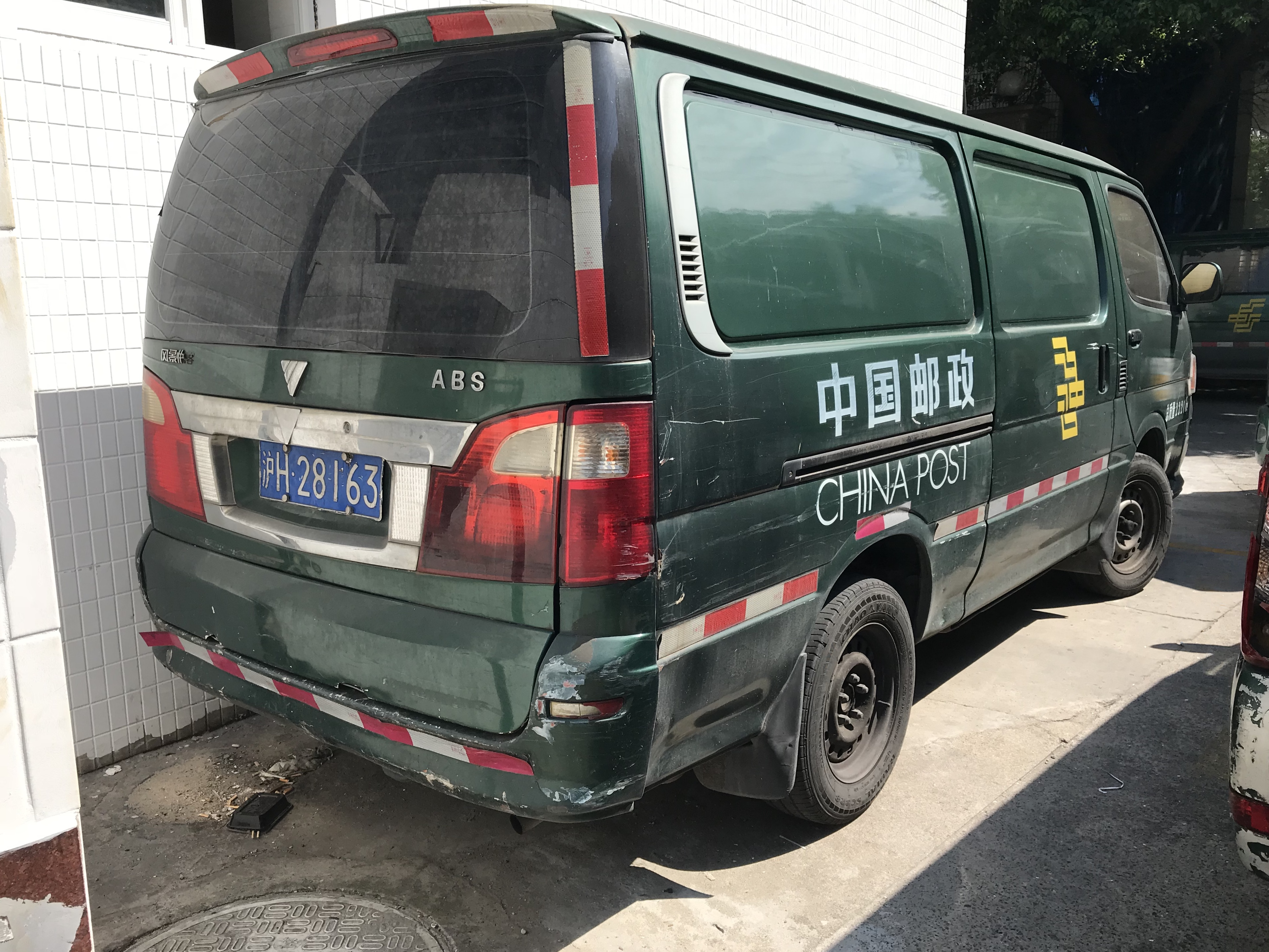
Foton View Kuaike
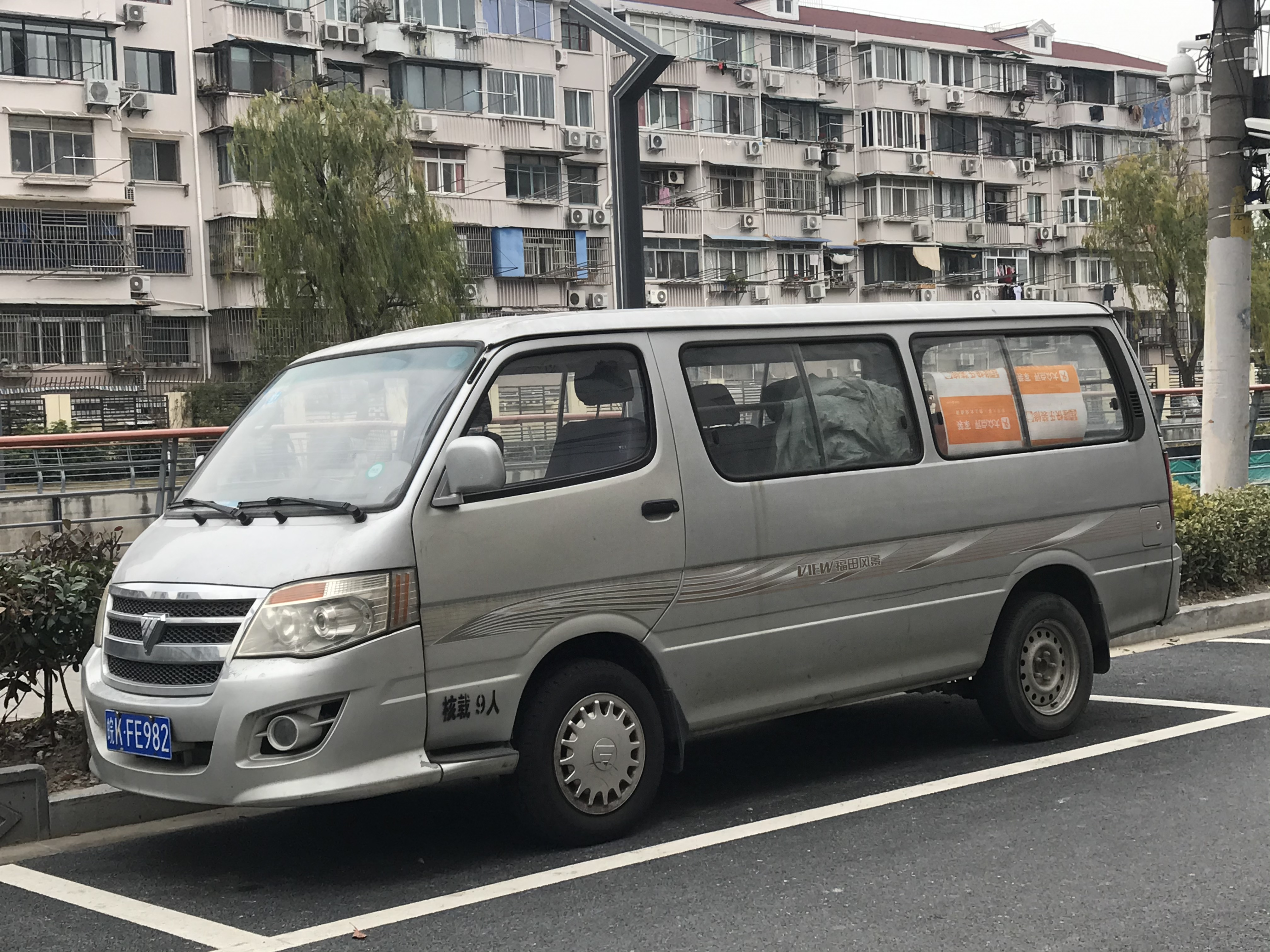
Foton View Kuaijie
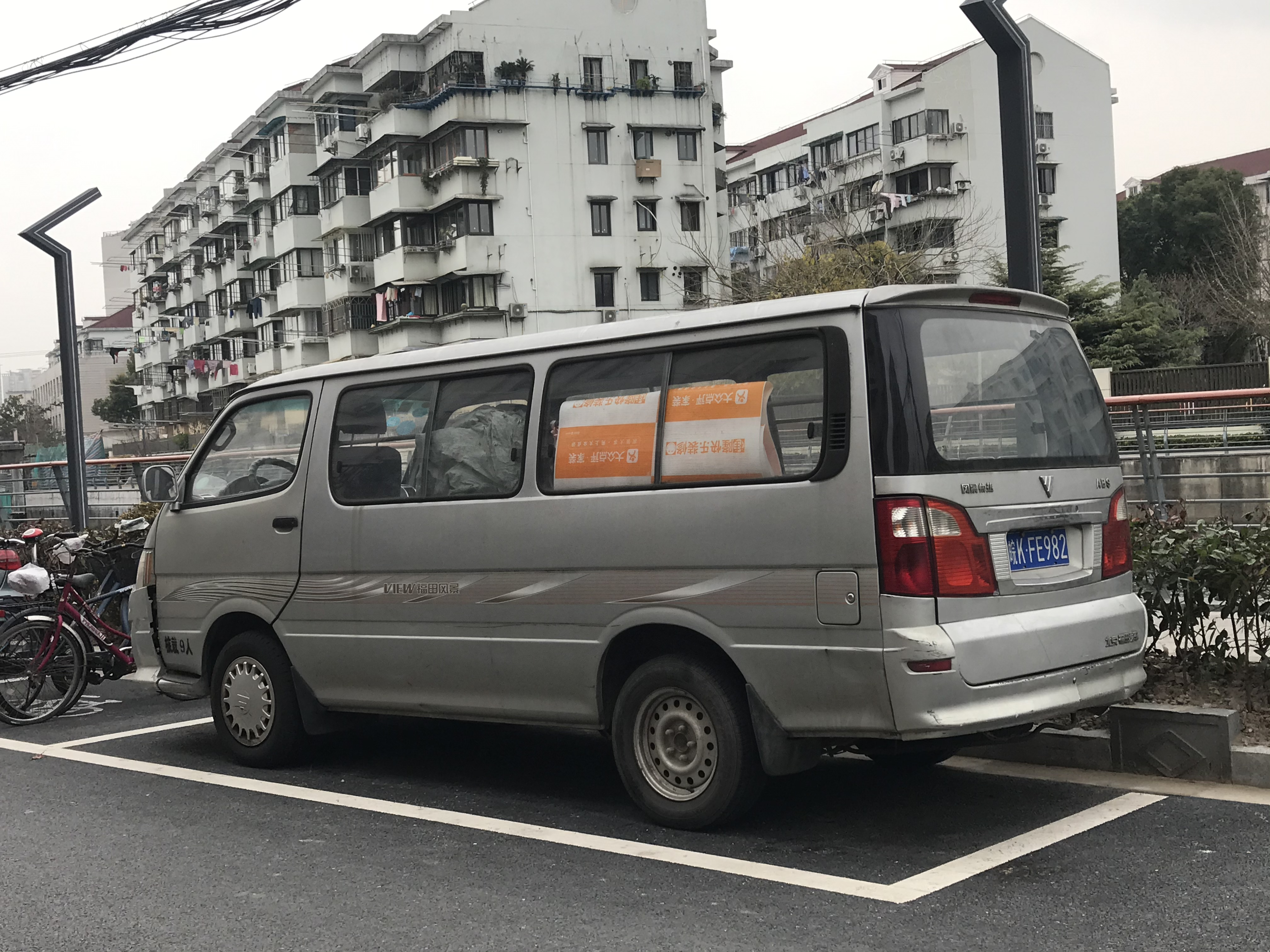
Foton View Kuaijie
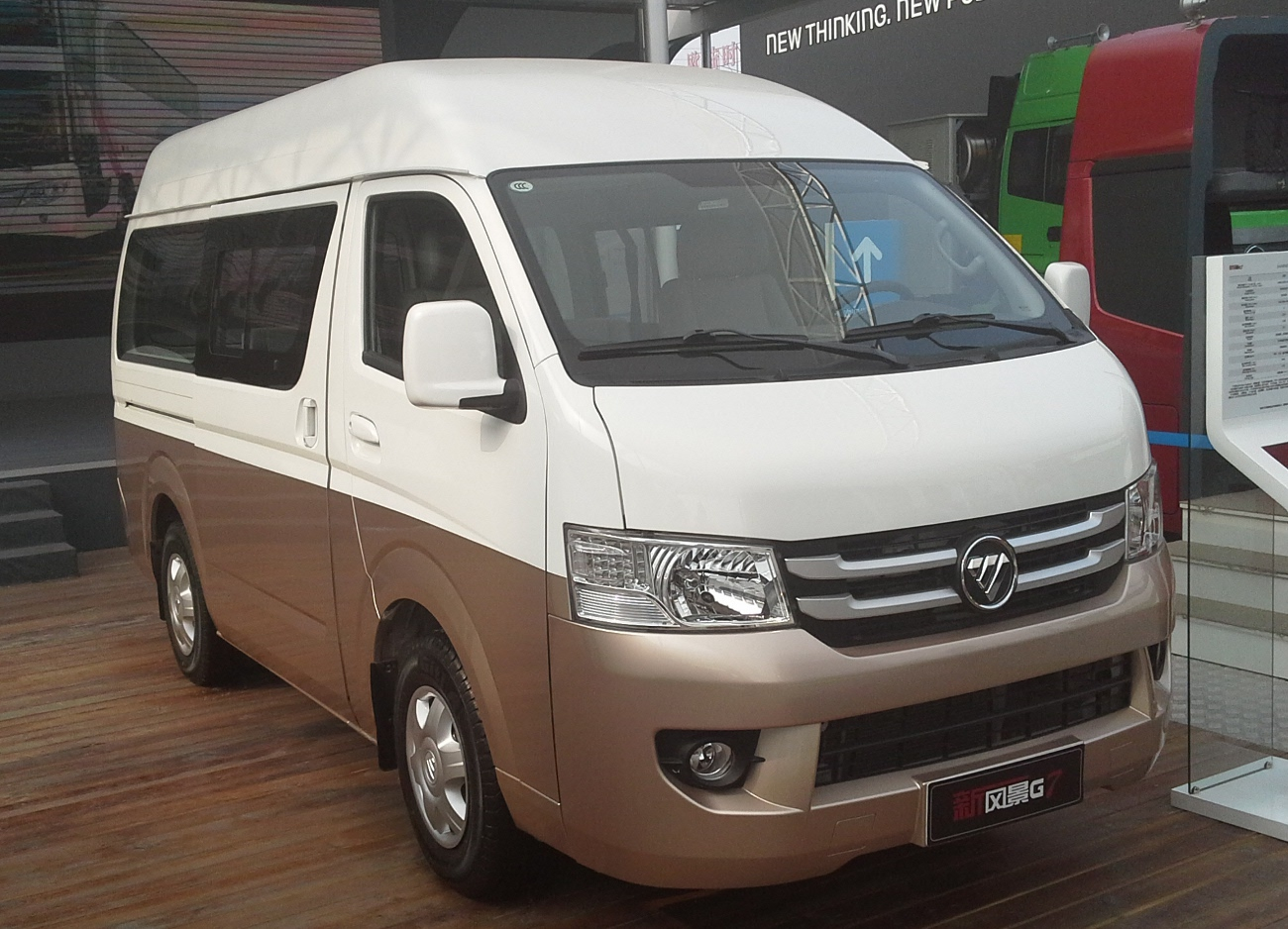
Foton View G7
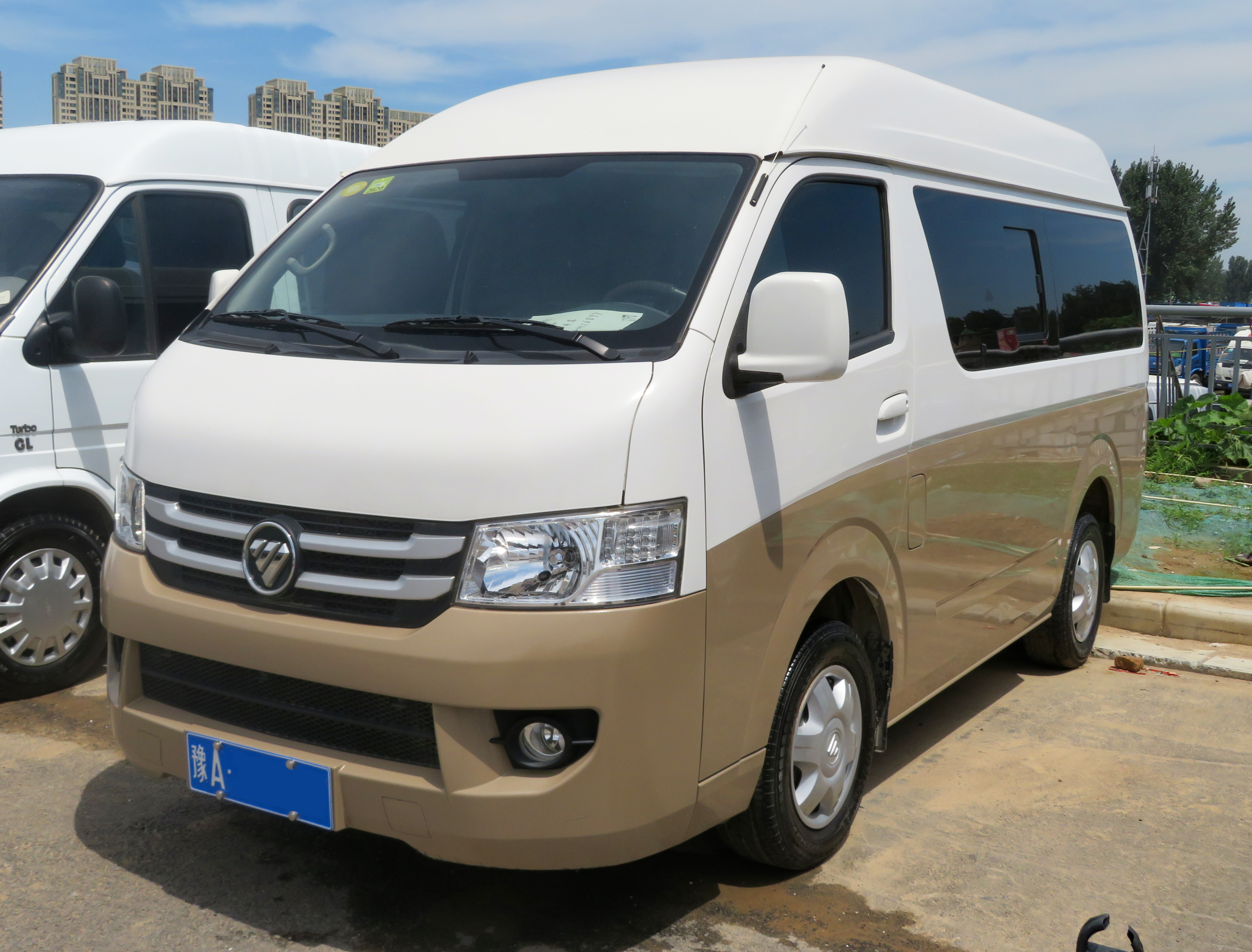
Foton View G7
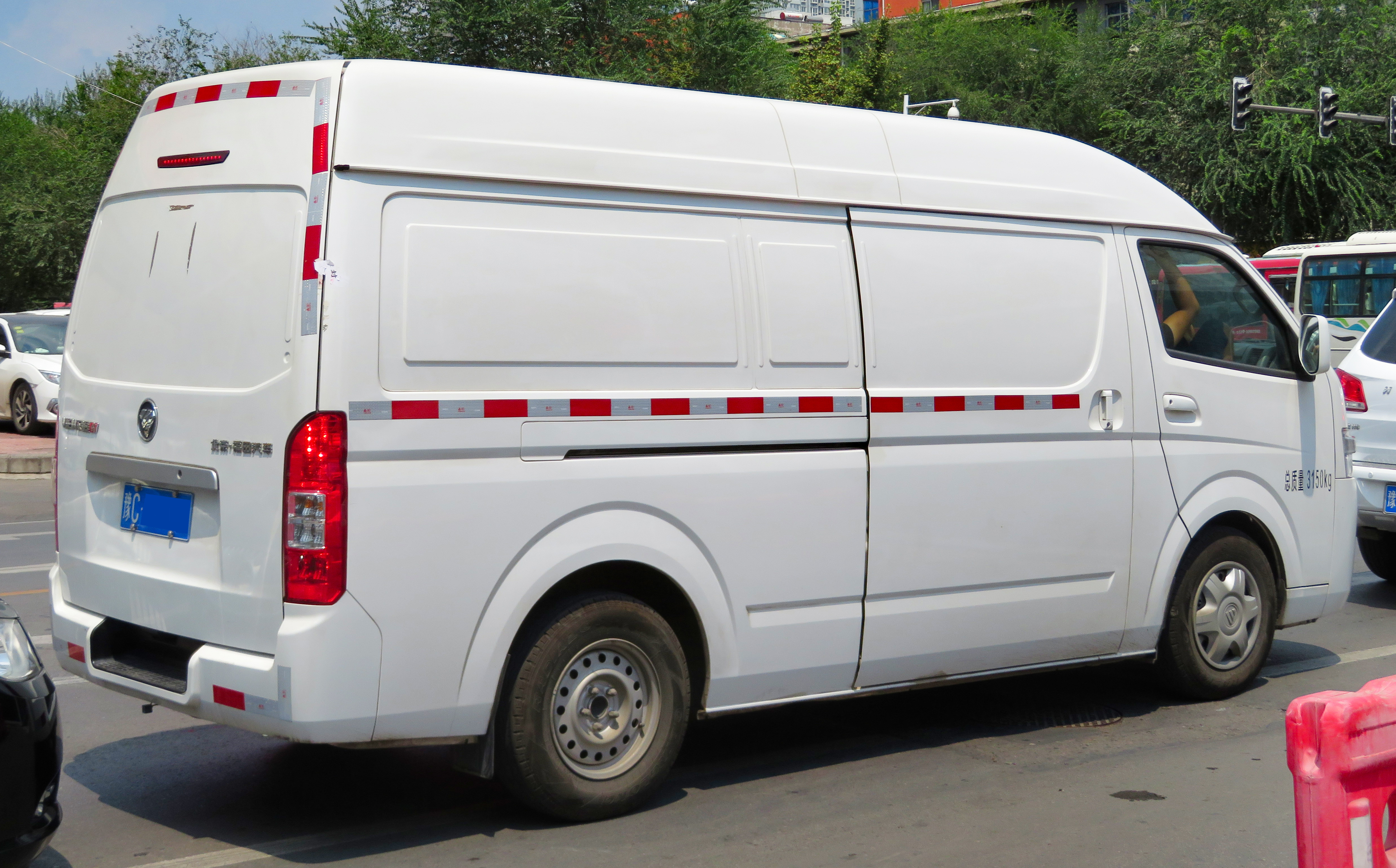
Foton View G9
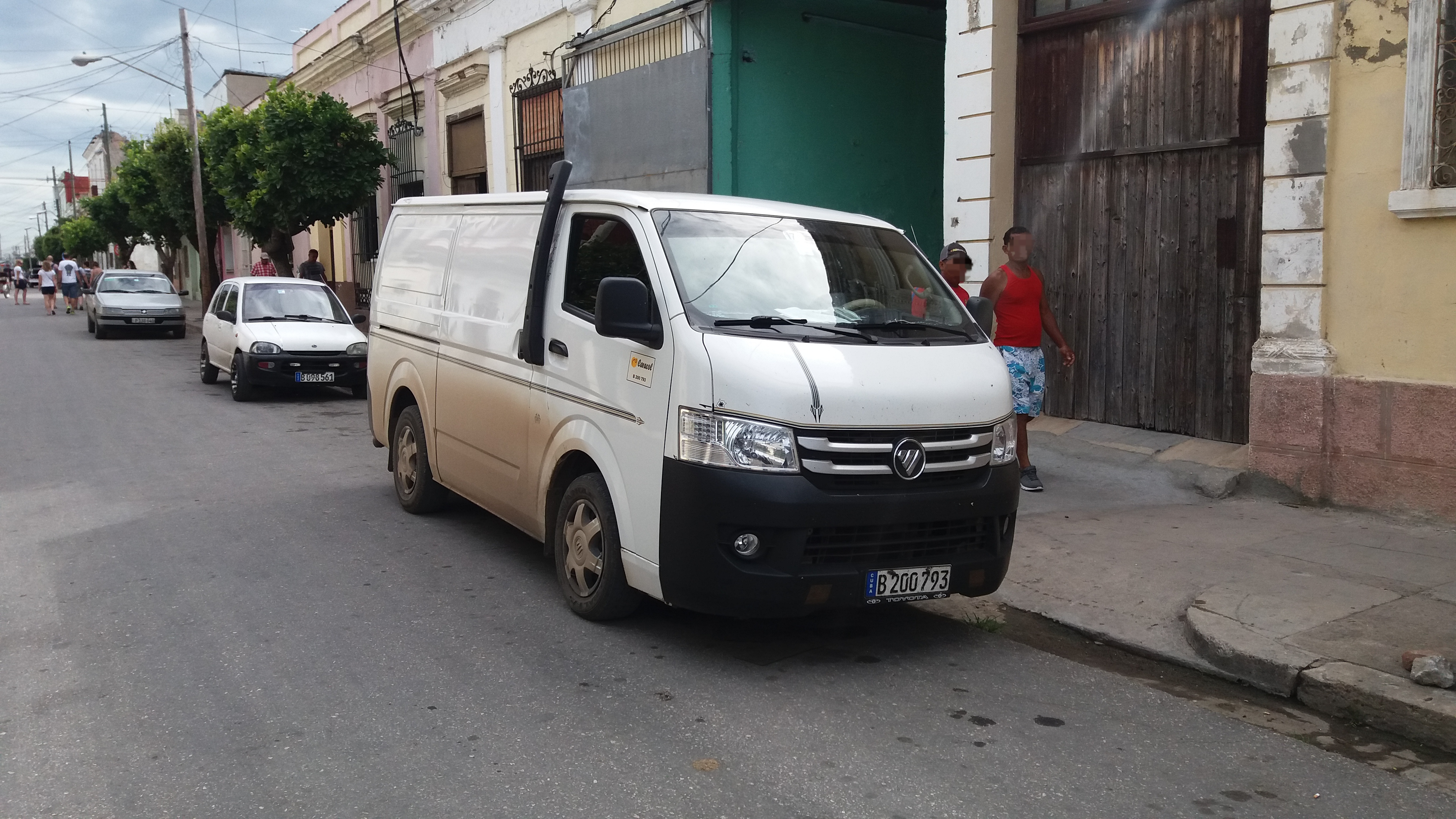
Foton View G7 со шноркелем
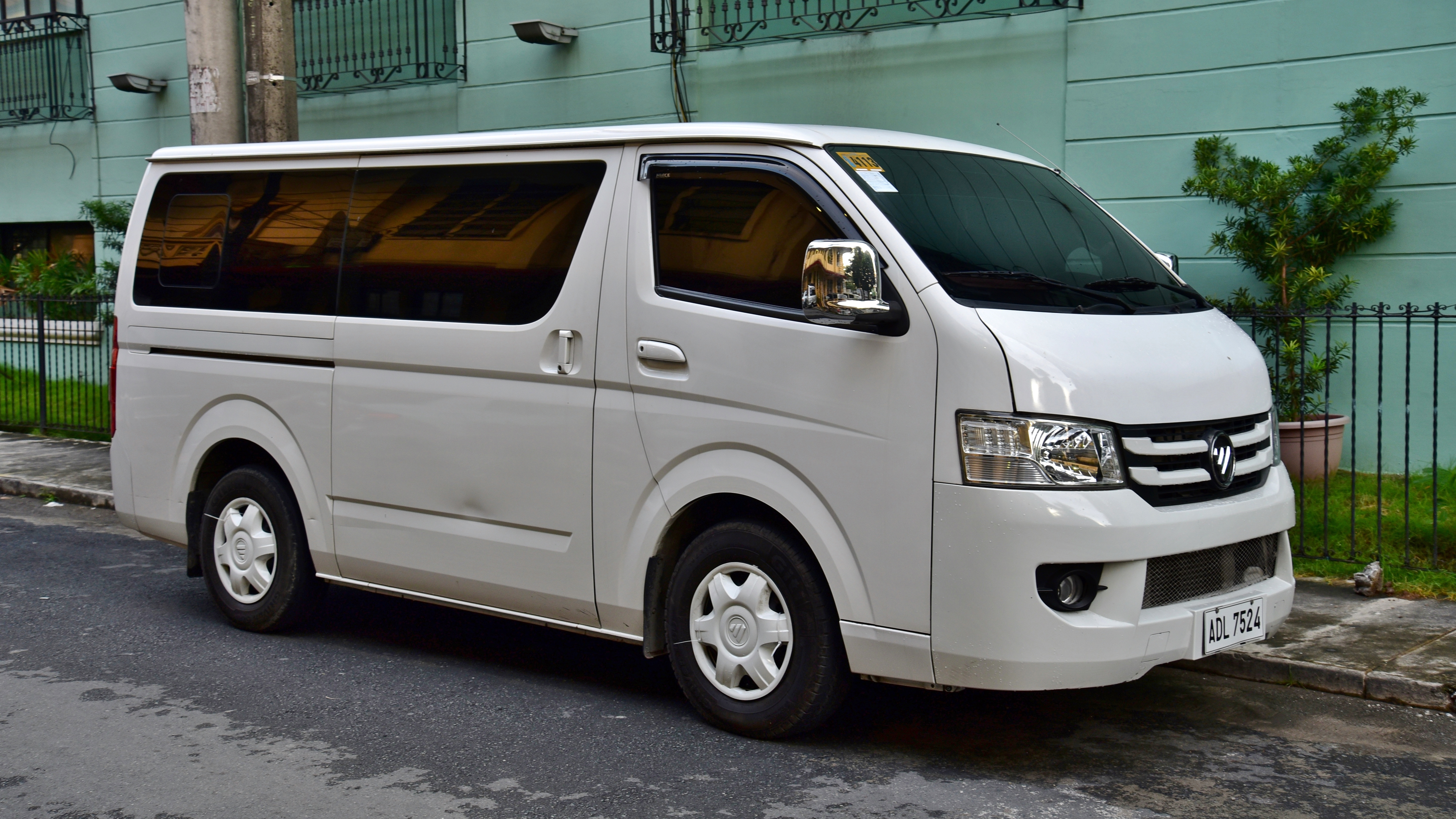
Foton View TransVan G7
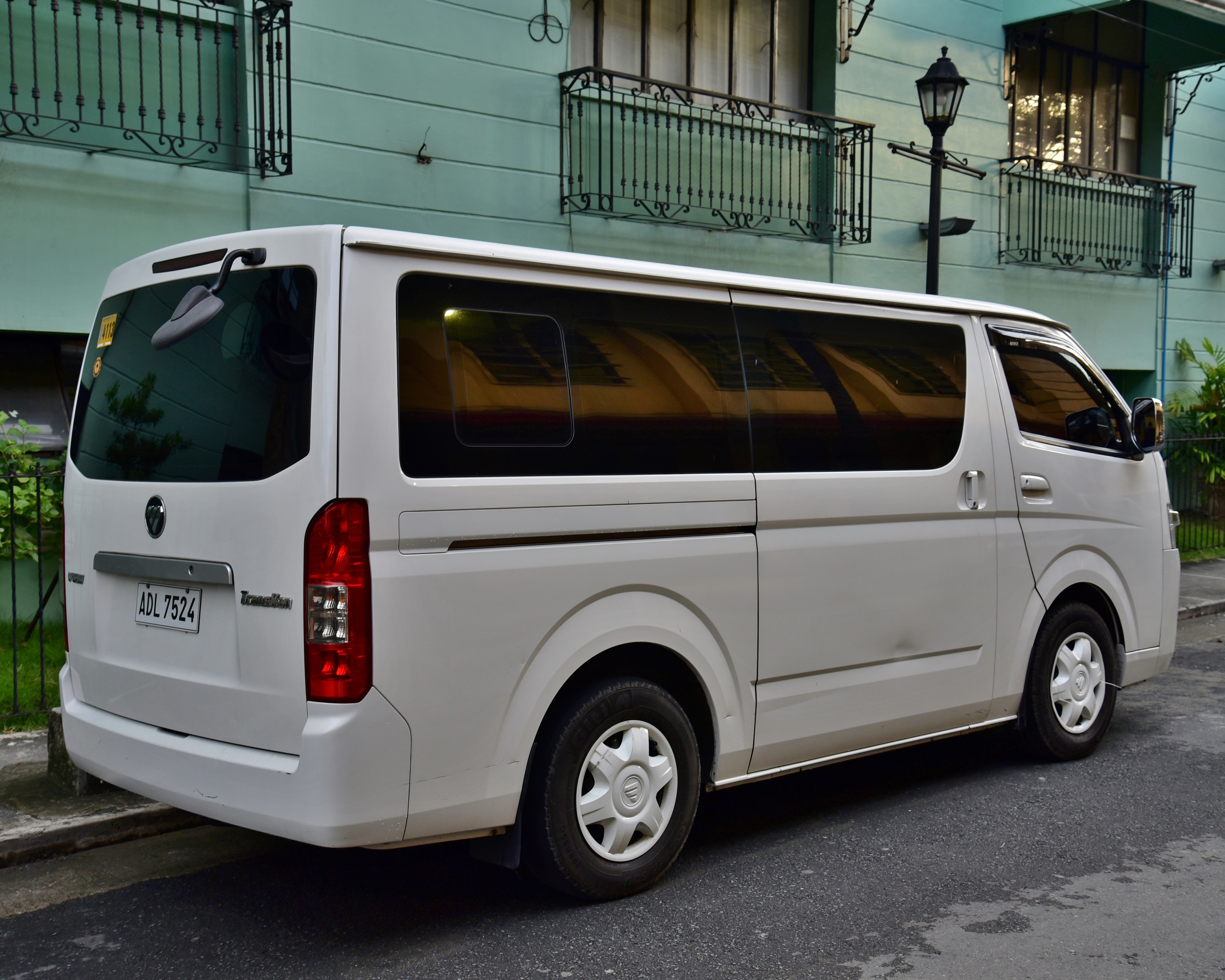
Foton View TransVan G7